# Alfred A. Tomatis

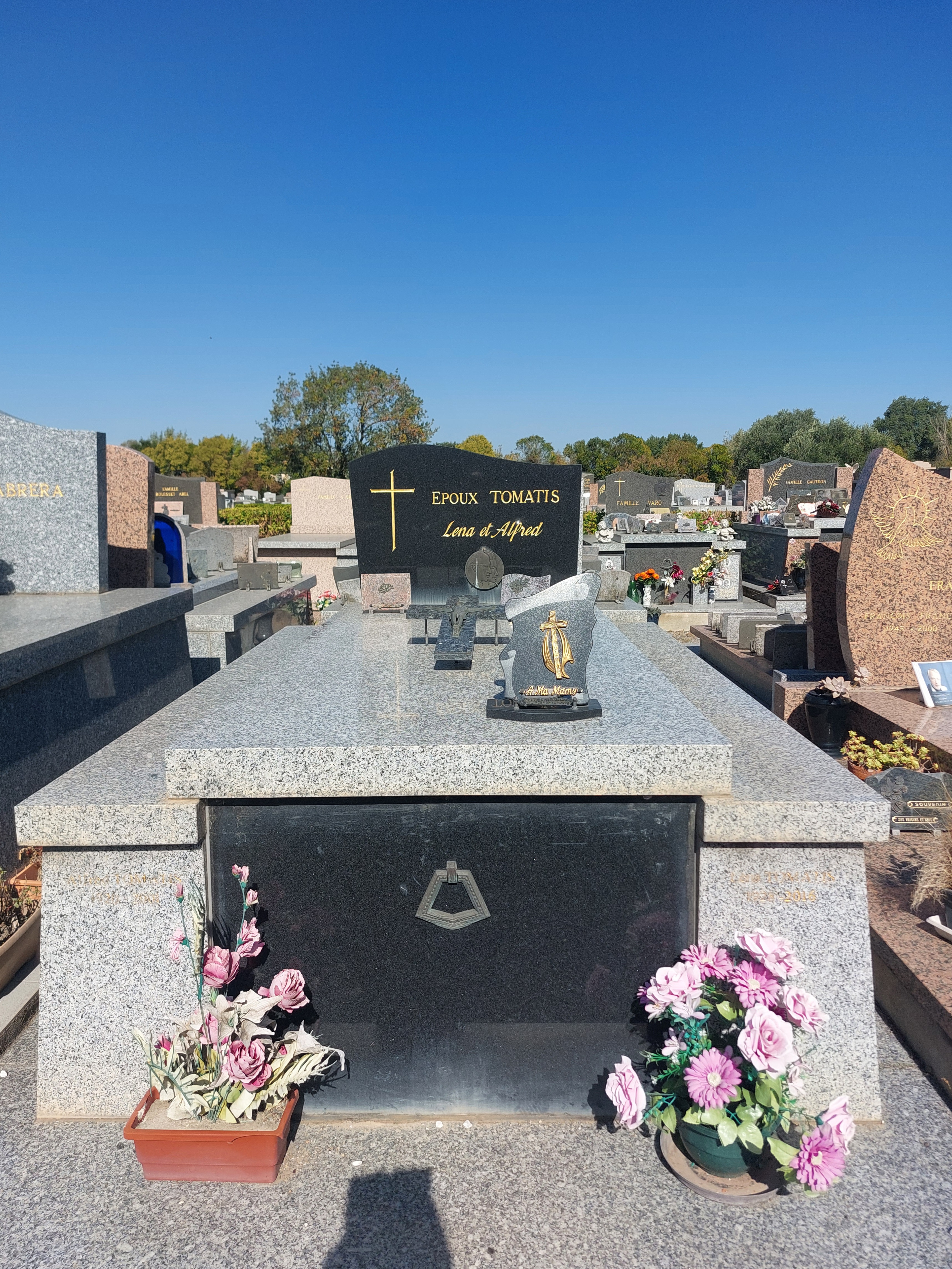
Das Grab von Alfred Tomatis auf dem Friedhof La Conte in Carcassonne, Abteilung 58, Grab Nr. 515.

Alfred A. Tomatis (* 1. Januar 1920 in Nizza; † 25. Dezember 2001 in Carcassonne) war ein französischer Arzt, der zuerst in Paris als HNO-Arzt praktizierte, bevor er ein APP (Audio-Psycho-Phonologie)-Therapie- und Ausbildungszentrum gründete.
Er entwickelte die Audio-Psycho-Phonologie (APP), häufig auch Tomatis-Methode, Tomatis-Therapie oder Tomatis-Hörkur, manchmal auch Horchtherapie genannt. Diese komplementärmedizinische Anwendung beruht auf Behandlungen mit speziell aufbereiteter Musik und Stimme, wobei der Simulation des pränatalen Horcherlebens mit Hilfe der entsprechend modifizierten Mutterstimme eine zentrale Bedeutung beigemessen wird.
Die Tomatis-Methode soll die Fähigkeit zum Zuhören und Kommunizieren fördern und zahlreiche andere positive Auswirkungen auf verschiedene Bereiche des Gehirns aufweisen. Sie soll bei einer großen Zahl von Verhaltensauffälligkeiten und Lernstörungen helfen, deren Ursache nach Tomatis oft Hör- bzw. auditive Wahrnehmungsstörungen seien.
Von der wissenschaftlichen Medizin wird die Methode weitgehend abgelehnt, da sie „auf Vorstellungen beruhe, die wissenschaftlich nicht haltbar seien“.